# Comtat de Rasès

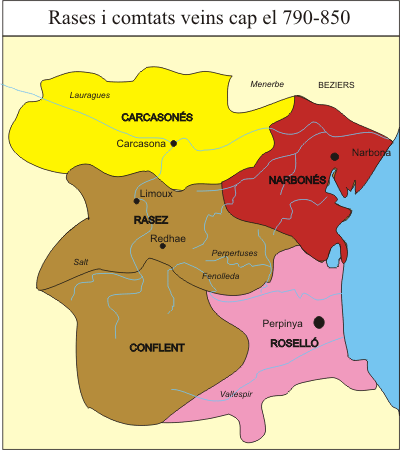
El Rasès i comtats veïns, cap al 790-850

El comtat de Rasès (en occità, Rasés) fou un territori carolingi i una jurisdicció feudal d'Occitània, al sud de Carcassona. Per la seva història anterior vegeu Rasès. El comtat es va crear després de la fundació del Regne d'Aquitània (781) i quan la Septimània fou separada del regne, el Rasès en va seguir fent part.

## Història

### Els francs a Septimània
La situació va romandre estable a Rhedae i a la Septimània fins que, el 756, els francs la van conquerir. El bisbe de Narbona, que residia a Rhedae, va poder tornar a Narbona. El 781, Carlemany crea el Regne d'Aquitània i concedeix el comtat de Tolosa com a ducat al seu cosí Guillem I el Sant.

### Primers comtes
No se sap si aquest mateix Guillem va rebre les terres de la Septimània. Es parla d'un hipotètic Guillem d'arrel goda. Però, Guillem el Sant també tenia arrels godes i es va casar en les seves primeres noces amb una goda. Cap al 790, Guillem (l'un o l'altre, si és que van ser dos personatges diferents) encarrega al seu fill Berà l'administració delegada dels comtats de Rasès i del Conflent. El 801, conquerida Barcelona, aquest Berà és nomenat comte i marquès de Barcelona, i després d'altres comtats, sense perdre els de Rasès i Conflent, que uns anys després encomana al seu fill Guillemó (Guillemundus).
Berà, de mare goda, durant el seu govern, encapçala un partit romanogot enfront del partit franc. L'oposició, l'encapçala el seu germanastre, un franc pur, Gaucelm, comte de Rosselló i d'Empúries. El lloctinent d'aquest, Sanila, desafia Berà davant l'emperador. Berà i Sanila lliuren un combat que serà el preludi, molts anys després, dels combats de cavalleria; el comte i marquès hi és derrotat i, encara que se li perdona la vida, ha de marxar desterrat a Rouen. Però, l'emperador no vol donar el poder al partit oposat, i es nomena un comte franc, Rampó, aliè a les lluites de poder de la Septimània, com a solució de compromís. El Rasès i Conflent es mantenen en poder de Guillemó. Rampó va morir el 825, o potser el 826, i aquest any Gaucelm va veure el seu triomf en aconseguir per al seu germà petit, Bernat, el nomenament com a duc de Septimània i de Gòtia, amb tots els territoris de Berà menys el Rasès i Conflent, que continuaren en mans de Guillemó.

### Revolta de Guillemó o Aissó
El partit de Berà es va revoltar, encapçalat pel comte de Rasès i de Conflent, i per un magnat anomenat Aissó, que no sabem si era el lloctinent de Berà o era un àrab de nom Ayxun, fill de Sulayman al-Arabí (valí de Barcelona almenys del 777 al 780, en què el va succeir el seu fill Matruh ibn Sulayman al-Arabí, germà, doncs, d'Aysun), és a dir, en tot cas, un capitost d'una família molt entroncada a les arrels locals, perquè d'origen got, àrab, berber o romà, les relacions i aliances interfamiliars eren molt extenses. El 827, la rebel·lió és desfeta. Aissó passa a Còrdova, on morirà després per ordre del valí. Guillemó potser va aguantar un parell d'anys al Rasès i al Conflent, o potser va marxar tot seguit, però sembla segur que se'n va anar a Còrdova i allí devia morir. El Rasès i el Conflent van recaure en Bernat de Septimània.

### Període de Bernat de Septimània
Bernat va ser destituït el 832, després de sumar-se a la rebel·lió de Pipí d'Aquitània. Tots els seus "honors" (és a dir possessions territorials, comtats en general, que quan n'incloïen de fronterers donaven dret al seu titular a ser anomenat marquès) van passar al duc Berenguer, comte de Tolosa, conseller de Pipí, però que l'havia desaconsellat de rebel·lar-se i havia estat lleial a l'emperador Lluís el Pietós.
El seu títol de duc se li donava per la gran concentració territorial de Tolosa i la Septimània, i el de marquès perquè alguns comtats de Gòtia eren fronterers. Sembla que Gaucelm, el germà gran de Bernat, va intentar resistir al Conflent i al Rasès, comtats que havia d'administrar per encàrrec del seu germà, però el 833 se'n va negociar la retirada. Aquests comtats van passar, doncs, també a Berenguer de Tolosa.

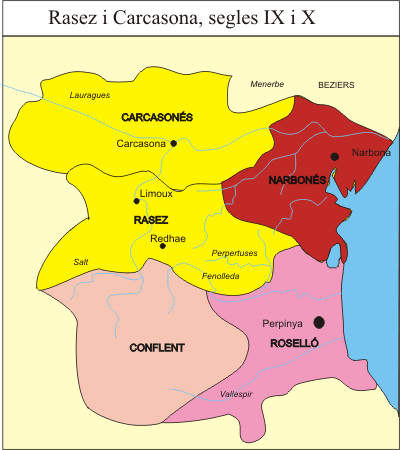
El Rasès i Carcassona, segles IX i X

El 835, Berenguer va morir sobtadament. L'emperador va tornar a nomenar Bernat de Septimània, que mentrestant s'havia distingit a les lluites civils, en les quals havia mort Gaucelm, el seu fidel Sanila i la germana de Gaucelm i Berenguer, Gerberga, una monja. Berenguer, doncs, hagué de tornar a administrar el Rasès i el Conflent. Absent força anys, l'administració real del Rasès, com el d'altres honors, degué quedar en mans d'un vescomte. De tota aquesta època, n'apareixen documentats alguns vescomtes, però cap en relació al Rasès. Segurament, seguint la tradició, va encomanar l'administració dels dos comtats al seu fill Guillem, però aquest també va estar quasi sempre absent, fins a la derrota i execució del 850 a les lluites civils de l'imperi.

### Restabliment i caiguda de la família de Berà
El 844, Argila, fill de Berà, germà de Guillemó, fou restituït en els seus honors del Conflent i el Rasès, però degué morir dos anys després, avançat el 845, o com a màxim en començar el 846. El seu fill i successor fou Berà II, que és mencionat ja com a comte en una carta datada el febrer del 846. No se sap quant de temps va governar, però no devia ser gaire. En una data desconeguda, cap al 850, el seu fill i successor Miró Eutili va veure confiscats els dos comtats per haver participar en una rebel·lió contra Carles el Calb, segurament la rebel·lió de Pipí II d'Aquitània (849), a la qual donava suport el comte Fredeló de Roergue, que finalment va capgirar l'aliança i va tornar a ser fidel a Carles el Calb: Guillem de Septimània, fill de Bernat de Septimània, el seu rival per Tolosa, fou executat el mateix any deixant el camp lliure a Frèdol. Segurament, Miró Eutili no va canviar a temps de bàndol i va perdre el comtat, ja que hi apareix només com a jutge. Així doncs, el 850, aquesta dinastia s'acaba.

### Unió a Carcassona
Després, el Rasès fou unit al comtat de Carcassona, que en aquestes dates estava unit al de Tolosa i n'era comte Frèdol, al qual va succeir Ramon I de Tolosa. El 863, es va apoderar de la regió Humfrid de Barcelona, marquès de Septimània, fins al 864. Per un any, el comtat de Carcassona i el de Rasès restaren vacants fins que, el 865, el rei els va atribuir a Oliba II, fill de l'antic comte Oliba I. Oliba II va morir el 877 i el comtat va continuar unit a Carcassona (tot i una breu i mai efectiva deposició d'Oliba II el 872), amb el germà d'Oliba, Acfred I (877-906), el seu nebot Bencio (906-908), fill d'Oliba II, i el germà de Bencio, Acfred II (908-934). A la seva mort, va passar a la seva filla Arsenda de Carcassona i Rasès, casada amb Arnau I de Comenge (mort el 957), que cogovernava amb el seu germà Roger I (mort el 965 i tronc dels comtes de Comenge i Bigorra).

### Dinastia de Comenge
A la mort d'Arnau I, la seva meitat del comtat de Comenge va passar a dos fills (Ramon i Amali Simplici), l'Aura (amb títol comtal) a un altre fill (Garcia), Carcassona a Roger I dit el vell (que cal no confondre amb el seu oncle Roger I de Comenge), i Rasès a un fill anomenat Odó. Aquest va governar el comtat fins a la seva mort el 1011 i el va succeir el seu fill Arnau II, casat amb Llúcia de Provença, que va morir el 1037. El seu successor fou el seu fill Ramon I, casat amb Beliarda de Montpeller, mort el 1059, deixant un únic fill i hereu, Ramon II, que fou comte de Rasès fins a la seva mort, el 1066.

### Venda dels comtats de Carcassona i Rasès a Barcelona
Llavors, l'herència va recaure en el seu parent Ramon II, comte de Carcassona i vescomte de Besiers i Agde, que va morir uns dos anys més tard. L'herència recaigué en les germanes Garsenda, Ermessenda i Adelaida, que vengueren els drets cap al 1069 al comte Ramon Berenguer I de Barcelona, que fou comte de Rasès i Carcassona i vescomte de Besiers i Agde (1069-1076); a la mort d'aquest, el seu fill Ramon Berenguer II de Barcelona fou comte i vescomte (1076-1082).

### Vescomtat de Rasès (i Carcasonas)
Des del 1082, els Trencavell es titularen vescomtes de Rasès, amb Bernat Ató I (de facto, 1082-1129), Roger IV (1129-1150), Ramon Trencavell I (1150-1167), Roger V (1167-1194) Ramon Trencavell II (associat 1167-?), i Ramon Roger I (1194-1209). A la partició dels dominis el 1129 entre dues branques dels Trencavell, el Rasès va romandre unit al Carcassonès. Va passar per conquesta a Simó de Montfort cap al 1209. Del 1224 al 1227 va ser recuperat pels Trencavell. El 1247 el darrer Trencavell, Ramon Trencavell III, va vendre els seus drets al rei de França.